# قضية الأسقف المتلعثم
قضية الأسقف المتلعثم هو فيلم درامي عام 1937 من إخراج ويليام كليمنس. يقوم ببطولته دونالد وودز في دور بيري ماسون وآن دفوراك في دور ديلا ستريت، سكرتيرته. يلعب إدوارد ماكويد دور الأسقف ويليام مالوري المتلعثم. إنه الفيلم السادس والأخير في سلسلة وارنر برذرز بيري ماسون. وهو مقتبس من رواية قضية الأسقف المتلعثم (1936) للكاتب إيرل ستانلي غاردنر. 

## القصة
طلب أسقف أسترالي من بيري أن يتولى قضية امرأة اتُهمت زوراً بالقتل غير العمد منذ 22 عامًا. خلال تحقيقاته، يتورط بيري في جريمة قتل أخرى، حيث يتم القبض على إيدا، المرأة التي من المفترض أن يطلق سراحها.

## طاقم العمل
- دونالد وودز في دور بيري ماسون
- آن دفوراك في دور ديلا ستريت
- آن ناجل في دور جانيس ألما براونلي
- ليندا بيري في دور جانيس سيتون
- كريج رينولدز في دور جوردون بيكسلر
- غوردون أوليفر في دور فيليب براونلي
- جوزيف كريهان في دور بول دريك
- هيلين ماكيلار في دور ستيلا كينوود (مثل هيلين ماكيلار)
- إدوارد ماكويد في دور الأسقف ويليام مالوري
- توم كينيدي في دور جيم ماجوني
- ميرا ماكيني بدور إيدا جيلبرت
- فرانك فايلن في دور تشارلي داونز
- دوغلاس وود في دور رينالد سي براونلي
- فيدا آن بورج بدور غلاديس
- جورج لويد في دور بيتر ساكس
- سيلمر جاكسون في دور فيكتور ستوكتون
- تشارلز ويلسون في دور هاميلتون برجر